# قائمة أنماط الروك
- ميتال بديل
- روك بديل
- بلاك ميتال
- ديث ميتال
- دوم ميتال
- فولك ميتال
- جوثك ميتال
- جوثك روك
- جروف ميتال
- هارد روك
- هيفى ميتال
- باور بوب
- باور ميتال
- كلاسيك ميتال
- نيو ميتال
- ثراش ميتال
- بروجريسف ميتال
- جلام ميتال
- كلاسيك ميتال
- سيمفونيك ميتال
- سيمفونيك روك